# Seznam ameriških kiparjev
Seznam ameriških kiparjev.

## A
Herbert Adams - Carl Akeley - Benjamin Paul Akers - Edmond Amateis - Richard Anuszkiewicz - Alexander Archipenko - Siah Armajani - Ruth Asawa -

## B
Thomas Ball - Richmond Barthé - Paul Wayland Bartlett - Emilie Benes Brzezinski - Arnold Henry Bergier - David Best - Karl Bitter - Gutzon Borglum - Solon Borglum - Louise Bourgeois - Victor David Brenner -

## C
Alexander Calder - Alexander Milne Calder - Alexander Stirling Calder - Nancy Cartwright - Rene Paul Chambellan - John Chamberlain - Dale Chihuly - Alonzo Clemons - Joseph Cornell - Thomas Crawford -

## D
Cyrus Edwin Dallin - Jo Davidson - John De Andrea - Arturo Di Modica -

## E
Thomas Eakins - Abastenia St. Leger Eberle - Dr. Evermor - Moses Jacob Ezekiel -

## F
Claire Falkenstein - Jud Fine - John Bernard Flannagan - Dan Flavin - James Earle Fraser - Daniel Chester French - Leo Friedlander - Tom Friedman (umetnik) -

## G
Naum Gabo - Jedd Garet - Jill Gibson - Samuel Goldman (1882–1969) - Glenna Goodacre - Bathsheba Grossman - Charles Grafly - Robert Graham - Horatio Greenough - Richard Saltonstall Greenough - (Bogdan Grom) - Chaim Gross -

## H
Duane Hanson - Jonathan Scott Hartley - Herbert Haseltine - Tim Hawkinson - Eva Hesse - Malvina Hoffman - Mark Horiuchi - Harriet Goodhue Hosmer - 

## I
Robert Indiana - 

## J
Delanie Jenkins - C. Paul Jennewein - Jasper Johns - J. Seward Johnson mlajši - Thomas Hudson Jones - Donald Judd - 

## K
Charles Keck - Starr Kempf - Frederick John Kiesler - Jennie Lea Knight - Jeff Koons - Cody Kroll -

## L
Gaston Lachaise - Ibram Lassaw - Robert Laurent - Lee Lawrie - Rico Lebrun - Edward Leedskalnin - August Leimbach - Edmonia Lewis - Richard Lippold - Seymour Lipton - Evelyn Beatrice Longman - Augustus Lukeman -

## M
Hermon Atkins MacNeil - Paul Manship - Larkin Goldsmith Mead - Clement Meadmore - Gil Melle - Clark Mills (kipar) - Arturo Di Modica - Robert Morris (umetnik) - Roberto La Morticella -

## N
Elie Nadelman - Reuben Nakian - Louise Berliawsky Nevelson - Alexander Ney - Elisabet Ney - Isamu Noguchi -

## O
Claes Oldenburg - Jules Olitski -

## P
Erastus Dow Palmer - Corrado Parducci - William Ordway Partridge - Charles O. Perry - Edward Clark Potter - Hiram Powers - Bela Pratt - Alexander Phimister Proctor - Martin Puryear - 

## R
Lou Rankin - Robert Rauschenberg - Vinnie Ream - Frederic Remington - Ulysses Ricci - George Rickey - William Rimmer - Frederick Roth - Frederick Ruckstull -

## S
Augustus Saint-Gaudens - James Sanborn - George Segal - Richard Serra - Frederick William Sievers - David Smith - Tony Smith - Kenneth Snelson - Paul Sorvino - Albert Stewart - Sarah Sze -

## T
Lorado Taft - Douglas Tilden - Peter Wolf Toth - Anne Truitt -

## V
Leonard Volk - Bessie Potter Vonnoh - Peter Voulkos -

## W
John Waddell - Olin Levi Warner - Marie Watt - Adolph Alexander Weinman - Felix de Weldon - Anne Whitney - Gertrude Vanderbilt Whitney - Hannah Wilke - Walter Winans -

## Y
Mahonri Young - 

## Z
Korczak Ziolkowski - 